# All Souls College Library
Die All Souls College Library ist eine Universitätsbibliothek in Oxford, England. Sie gehört zum All Souls College, einem Graduierten-College der University of Oxford.
Die Bibliothek wurde in ihrer heutigen Form von Christopher Codrington (1668–1710), einem Fellow des College gestiftet, der durch seine Zuckerplantagen auf Barbados (Codrington Plantations) ein Vermögen verdient hatte. Codrington stiftete Bücher im Wert von 6.000 £, sowie 10.000 £ zum Ausbau der Bibliothek (in heutiger Umrechnung etwa 1,2 Mio. £). Das Bibliotheksgebäude wurde von Nicholas Hawksmoor entworfen, 1716 angefangen und 1751 vollendet und wird seither kontinuierlich genutzt. Es wurde in die Statutory List of Buildings of Special Architectural or Historic Interest aufgenommen.
Gegenwärtig umfasst die Sammlung 185.000 Bände, von denen etwa ein Drittel vor 1800 entstanden ist. Schwerpunkte der Sammlung liegen bei Recht, europäischer Geschichte, Kirchengeschichte, Militärgeschichte und Klassikern. Soziologische und wissenschaftshistorische Themen werden zurzeit ausgebaut. Im Unterschied zu den meisten anderen Bibliotheken ist der Zugang für alle Mitglieder der Universität möglich. Die Bibliothek hat auch eine bedeutende Sammlung an Manuskripten und frühen Drucken, die Gelehrte aus aller Welt anzieht.